# Енгя-Сайилига
Енгя-Сайилига (рос. Энгя-Сайылыга) — село Верхоянського улусу, Республіки Саха Росії. Входить до складу Адиччинського сільського поселення.
Населення — 1 особа (2015 рік).
Село розташоване за 66 кілометрів від адміністративного центру улусу — міста Верхоянська.